# Mark Blundell
Mark Blundell (* 8. dubna 1966, Barnet, Hertfordshire) je bývalý britský automobilový závodník a pilot Formule 1. V současnosti je tento otec dvou dětí komentátorem závodů F1 pro televizi ITV.

## Kariéra před Formulí 1
Ve čtrnácti letech se věnoval závodům v motokrosu, byl poměrně úspěšný, vyhrával mistrovství v několika hrabstvích. V roce 1983 přešel do britské Formule Ford, skončil druhý v obou juniorských šampionátech s 25 vítězstvími a 24 pole position. V následujícím roce zvítězil ve Formuli Ford i F Ford 1600, v roce 1985 přešel do lepší F Ford 2000 a hned dosáhl první příčky. Roku 1986 zvítězil v evropské sérii F Ford 2000.
Logicky následujícím krokem se stala Formule 3, avšak mladý Brit ji přeskočil a vstoupil do Formule 3000, kde s takřka nekonkurenceschopným vozem zajížděl dobré výsledky a dokonce jednu velkou cenu vyhrál. V roce 1990 ukončil svou kariéru ve F30000, aby se mohl soustředit na závody sportovních vozů. Díky traťovému rekordu získal pole position v 24 hodin Le Mans a stal se tak vůbec nejmladším pilotem, který toto dokázal.

## Formule 1
Na začátku 90. let testoval monopost stáje Williams.
Debutoval v roce 1991 v GP USA ve Phoenixu v týmu Brabham. První bod získal v Grand Prix Belgie 1991. Pro sezonu 1992 obnovil smlouvu s Williamsem a stal se jejich testovacím pilotem, testoval i pro McLaren. V roce 1993 se vrátil zpět, tým Ligier jej jmenoval oficiálním závodním pilotem, v sezoně dvakrát dojel třetí a celkově obsadil 10. pozici. Následující rok přestoupil do týmu Tyrrell a s pomalým monopostem získal dokázal obhájit třetí místo v Grand Prix Španělska z předchozí sezony, které se stalo posledním pódiovým umístěním pro Tyrrell. Kvůli nedostatku sponzorů musel z týmu na konci roku odejít, vrátil se k testování pro McLaren a náhle se pro něj uvolnila závodní sedačka poté, co smlouvu s britským týme ukončil Nigel Mansell. Blundell tak dostal možnost závodit po boku budoucího dvojnásobného mistra světa, Miky Häkkinena. Celkově skončil desátý a nahradil jej Skot David Coulthard.

## Mimo Formuli 1
V roce 1992 s továrním týmem Peugeotu se účastnil závodů sportovních aut a společně s Derekem Warwickem a Yannickem Dalmasem zvítězil v 24 hodin Le Mans.
V roce 1996 odešel za oceán do americké série Champ Cars, jeho týmovým kolegou byl Mauricio Gugelmin, hned v prvním roce skončil třetí v poháru nováčků a dosáhl 6. příčky v 500 mil Indianapolis. Roku 1997 získal šesté místo v hodnocení jezdců. V sezoně 1999 utrpěl těžkou nehodu. V poslední sezoně za oceánem vyjel 18 bodů a celkově skončil na 21. příčce.
Po návratu do rodné Anglie pomáhal Darrenu Manningovi zvyknout si na vůz Champ Car, uspořádal první závod této série ve Velké Británii a svezl se při britském závodu WRC.
V roce 2003 dosáhl velkého úspěchu, když společně s Johnnym Herbertem a Davidem Brabhamem pro britskou značku Bentley vybojoval druhé místo v 24 hodin Le Mans.
Spolu s Martinem Brundlem založil 2MB Sports Management, která manažersky zaštiťuje např. Gary Paffetta či Mikea Conwaye.

## Kompletní výsledky ve Formuli 1
| Legenda k tabulce | Legenda k tabulce                                                                       |
| Barva             | Výsledek                                                                                |
| ----------------- | --------------------------------------------------------------------------------------- |
| Zlatá             | Vítěz                                                                                   |
| Stříbrná          | 2. místo                                                                                |
| Bronzová          | 3. místo                                                                                |
| Zelená            | Bodované umístění                                                                       |
| Modrá             | Nebodované umístění                                                                     |
| Modrá             | Dokončil neklasifikován (NC)                                                            |
| Fialová           | Odstoupil (Ret)                                                                         |
| Červená           | Nekvalifikoval se (DNQ)                                                                 |
| Červená           | Nepředkvalifikoval se (DNPQ)                                                            |
| Černá             | Diskvalifikován (DSQ)                                                                   |
| Bílá              | Nestartoval (DNS)                                                                       |
| Bílá              | Závod zrušen (C)                                                                        |
| Světle modrá      | Pouze trénoval (PO)                                                                     |
| Světle modrá      | Páteční testovací jezdec (TD)                                                           |
| Bez barvy         | Netrénoval (DNP)                                                                        |
| Bez barvy         | Vyřazen (EX)                                                                            |
| Bez barvy         | Nepřijel (DNA)                                                                          |
| Bez barvy         | Odvolal účast (WD)                                                                      |
| Bez barvy         | Nezúčastnil se (prázdné)                                                                |
| Označení          | Význam                                                                                  |
| Tučnost           | Pole position                                                                           |
| Kurzíva           | Nejrychlejší kolo                                                                       |
| †                 | Jezdec nedojel do cíle, ale byl klasifikován, protože odjel více než 90 % délky závodu. |
| ‡                 | Byl udělován poloviční počet bodů, protože bylo odjeto méně než 75 % délky závodu.      |
| Horní index       | Umístění bodujících jezdců ve sprintu                                                   |

| Rok  | Tým                           | Šasi            | Motor        | 1       | 2       | 3       | 4       | 5       | 6       | 7       | 8       | 9       | 10      | 11    | 12      | 13      | 14      | 15       | 16      | 17    | Umístění  | Body |
| ---- | ----------------------------- | --------------- | ------------ | ------- | ------- | ------- | ------- | ------- | ------- | ------- | ------- | ------- | ------- | ----- | ------- | ------- | ------- | -------- | ------- | ----- | --------- | ---- |
| 1991 | Motor Racing Developments Ltd | Brabham BT59Y   | Yamaha V12   | USA Ret | BRA Ret |         |         |         |         |         |         |         |         |       |         |         |         |          |         |       | 18. místo | 1    |
| 1991 | Motor Racing Developments Ltd | Brabham BT60Y   | Yamaha V12   |         |         | SMR 8   | MON Ret | CAN DNQ | MEX Ret | FRA Ret | GBR Ret | GER 12  | HUN Ret | BEL 6 | ITA 12  | POR Ret | ESP Ret | JPN DNPQ | AUS 17  |       | 18. místo | 1    |
| 1993 | Ligier Gitanes Blondes        | Ligier JS39     | Renault V10  | RSA 3   | BRA 5   | EUR Ret | SMR Ret | ESP 7   | MON Ret | CAN Ret | FRA Ret | GBR 7   | GER 3   | HUN 7 | BEL 11  | ITA Ret | POR Ret | JPN 7    | AUS 9   |       | 10. místo | 10   |
| 1994 | Tyrrell                       | Tyrrell 022     | Yamaha V10   | BRA Ret | PAC Ret | SMR 9   | MON Ret | ESP 3   | CAN 10  | FRA 10  | GBR Ret | GER Ret | HUN 5   | BEL 5 | ITA Ret | POR Ret | EUR 13  | JPN Ret  | AUS Ret |       | 12. místo | 8    |
| 1995 | Marlboro McLaren Mercedes     | McLaren MP4/10  | Mercedes V10 | BRA 6   | ARG Ret | SMR     | ESP     |         |         |         |         |         |         |       |         |         |         |          |         |       | 10. místo | 13   |
| 1995 | Marlboro McLaren Mercedes     | McLaren MP4/10B | Mercedes V10 |         |         |         |         | MON 5   | CAN Ret | FRA 11  | GBR 5   | GER Ret | HUN Ret | BEL 5 | ITA 4   |         |         | PAC 9    | JPN 7   | AUS 4 | 10. místo | 13   |
| 1995 | Marlboro McLaren Mercedes     | McLaren MP4/10C | Mercedes V10 |         |         |         |         |         |         |         |         |         |         |       |         | POR 9   | EUR Ret |          |         |       | 10. místo | 13   |